# Sieboldius nigricolor
Sieboldius nigricolor är en trollsländeart som först beskrevs av Fraser 1924.  Sieboldius nigricolor ingår i släktet Sieboldius och familjen flodtrollsländor. IUCN kategoriserar arten globalt som otillräckligt studerad. Inga underarter finns listade i Catalogue of Life.